# Nomiya Maki
Nomiya Maki (japanska: 野宮 真貴?, Nomiya Maki), född 12 mars 1960 i Hokkaido, Japan, är en japansk musikartist. Hon debuterade på 1980-talet som soloartist och blev 1991 erbjuden en plats i det stilbildande japanska bandet Pizzicato Five. Man kan även höra henne sjunga på soundtracket till tv-spelet We Love Katamari.

## Solodiskografi
- 1981: Pink no Kokoro (Pink Heart)
- 2000: Miss Maki Nomiya Sings
- 2002: Lady Miss Warp
- 2004: Dress Code
- 2005: Party People